# Wienerfilharmonikernas nyårskonsert 2011
Wienerfilharmonikernas nyårskonsert 2011 räknas som den 71:a nyårskonserten från Wien och ägde rum den 1 januari 2011 i Wiens Musikverein. Dirigent var för första gången Franz Welser-Möst.

## Historia
Strikt räknat var det Wienerfilharmonikernas 66:e nyårskonsert, eftersom det inte var förrän 1946 som namnet introducerades. Dessutom var det den 72:a Årsskifteskonserten, då det vid årsskiftet 1939/40 gavs en Außerordentliches Konzert (extraordinär konsert) av Wienerfilharmonikerna, som dock ägde rum på nyårsafton 1939. Från 1941 dirigerades nyårskonserten av Clemens Krauss, med undantag för åren 1946 och 1947 då Krauss förbjöds att dirigera på grund av sin närhet till nazistregimen och ersattes av Strausspecialisten Josef Krips.
Efter Clemens Krauss död 1955 följde Willi Boskovsky, konsertmästare i Wienerfilharmonikerna, som dirigerade konserten 25 gånger i rad. Från 1980 till 1986 följde sju konserter med dirigenten Lorin Maazel, som tjänstgjorde som chef för Wiener Staatsoper från 1982 till 1984. Därefter beslutade Wienerfilharmonikerna att bjuda in en ny dirigent varje år.
Som har varit fallet varje år sedan 1980 var blomsterdekorationerna en gåva från den italienska staden San Remo.

## Konserten
I år stod återigen kompositioner som aldrig tidigare spelats i nyårskonserten på programmet, bland annat ett verk av Franz Liszt. Kritiker påpekade att denna konsert hade ett helt annat format än vad som hittills hade varit fallet.

## Program

### 1:a delen
- Johann Strauss den yngre: Reitermarsch, op. 428
- Johann Strauss den yngre: Donauweibchen, Vals, op. 427
- Johann Strauss den yngre: Amazonen-Polka, op. 9*
- Johann Strauss den yngre: Debut-Quadrille, op. 3*
- Joseph Lanner: Die Schönbrunner, Vals, op. 200
- Johann Strauss den yngre: Muthig Voran, Polka schnell, op. 432*

### 2:a delen
- Johann Strauss den yngre: Csárdás ur operan Ritter Pásmán, op. 441
- Johann Strauss den yngre: Abschieds-Rufe, Vals, op. 179*
- Johann Strauss den äldre: Furioso-Galopp nach Liszts Motiven, op. 114
- Franz Liszt: Mephisto-Walzer Nr. 1*
- Josef Strauss: Aus der Ferne, Polka mazur, op. 270
- Johann Strauss den yngre: Spanischer Marsch, op. 433
- Joseph Hellmesberger junior: Zigeunertanz ur "Die Perle von Iberien"*
- Johann Strauss den äldre: Cachucha-Galopp. op. 97
- Josef Strauss: Mein Lebenslauf ist Lieb´und Lust. Walzer, op. 263

### Extranummer
- Eduard Strauß: Ohne Aufenthalt, Polka schnell, op. 112
- Johann Strauss den yngre: An der schönen blauen Donau, Vals, op. 314
- Johann Strauss den äldre: Radetzkymarsch, op. 228

Verkförteckningen och verkens ordning finns på Wienerfilharmonikernas webbplats.
 Verk markerade med * spelades för första gången vid en nyårskonsert.

## Pausfilm
Pausfilmen hade titeln Die Wiener Philharmoniker on tour och regisserades av Hannes Rossacher; filmen handlade om Wienerfilharmonikernas många konsertturnéer.

## Inspelningar
Inspelningen av konserten var ett av de mest sålda albumen 2011 i Österrike.

## Weblänkar
- Neujahrskonzert 2011 mit Franz Welser-Möst auf wienerphilharmoniker.at
- Wienerfilharmonikernas nyårskonsert 2011 på Youtube